# Gert-Jan Liefers
Gerrit Jan (Gert-Jan) Liefers (Apeldoorn, 26 september 1978) is een Nederlandse atleet met als specialisaties de 1500, 5000 m en het veldlopen. Hij nam eenmaal deel aan de Olympische Spelen en werd bij die gelegenheid achtste op de 1500 m. Hij was jarenlang Nederlands recordhouder op alle afstanden vanaf de 1500 tot en met 3000 m. Inmiddels zijn die op de 1500, de mijl en 2000 meter in 2023 verbeterd door Niels Laros, die op de 3000 m in 2024 door Mike Foppen. Van de twee nationale indoorrecords op zijn naam is dat op de 3000 m in 2021 eveneens verbeterd door Mike Foppen, terwijl zijn 1500 m-record in 2024 werd verbeterd door Robin van Riel.

## Loopbaan

### Jeugd
Liefers is lid van de Apeldoornse atletiekvereniging AV '34 en maakte tevens jarenlang deel uit van de olympische A-selectie van de Atletiekunie. Liefers begon in 1988 bij de Pupillen A en stond twee jaar later als D-Junior al eerste op de Nederlandse ranglijst. In 1995 deed hij mee aan zijn eerste internationale kampioenschap, de Jeugd Olympische Dagen in Bath, Groot-Brittannië, waar hij eerste werd op de 800 m. Tijdens de wereldkampioenschappen veldlopen voor junioren kwam hij in het veld niet verder dan een 28e plaats. Een jaar later verbeterde hij zich tijdens ditzelfde kampioenschap en werd zeventiende op de cross, om vervolgens op de Europese veldloopkampioenschappen voor junioren in deze discipline de titel te pakken. In 1997 herhaalde hij dit kunststukje en pakte ook de Europese titel op de 1500 m.
Op dat moment was hij al de beste van Nederland op de 1500 m en maakte hij ook internationaal de stap naar de senioren. Hier behaalde hij in 1999 bij de Europese kampioenschappen voor neo-senioren een tweede plaats op de 1500 m.

### Senioren
Op 24 augustus 2001 verbeterde Liefers bij atletiekwedstrijden in Brussel het ruim vijf jaar oude Nederlands record van Marko Koers op de 1500 meter (3.33,05) met een tijd van 3.32,89. Op de Olympische Spelen van Athene in 2004 werd Liefers achtste in de finale van de 1500 m. Eerder dat jaar won hij op de 3000 m de gouden medaille bij de Europese indoorbekerwedstrijden in Leipzig.

## Kampioenschappen

### Internationale kampioenschappen
| Onderdeel | Titel                      | Jaar        |
| --------- | -------------------------- | ----------- |
| 1500 m    | Europees kampioen junioren | 1997        |
| veldlopen | Europees kampioen junioren | 1996*, 1997 |

* Dit was het eerste jaar, waarin ook junioren konden strijden om de - toen nog officieuze - Europese titel.

### Nederlandse kampioenschappen
Outdoor
| Onderdeel                 | Jaar                         |
| ------------------------- | ---------------------------- |
| 1500 m                    | 1996, 1997, 1998, 1999, 2004 |
| 5000 m                    | 2006                         |
| veldlopen (korte afstand) | 2001, 2003, 2004, 2008       |

Indoor
| Onderdeel | Jaar       |
| --------- | ---------- |
| 1500 m    | 1998       |
| 3000 m    | 1996, 2004 |

## Persoonlijke records
Outdoor
| Afstand     | Prestatie       | Datum            | Plaats  |
| ----------- | --------------- | ---------------- | ------- |
| 800 m       | 1.45,47         | 14 juni 1998     | Leiden  |
| 1500 m      | 3.32,89 (ex-NR) | 24 augustus 2001 | Brussel |
| 1 Eng. mijl | 3.51,39 (ex-NR) | 1 juni 2003      | Hengelo |
| 2000 m      | 4.56,56 (ex-NR) | 31 augustus 2001 | Berlijn |
| 3000 m      | 7.37,48 (ex-NR) | 29 mei 2005      | Hengelo |
| 5000 m      | 13.22,26        | 14 juni 2005     | Luzern  |

Indoor
| Afstand | Prestatie       | Datum            | Plaats     |
| ------- | --------------- | ---------------- | ---------- |
| 800 m   | 1.48,01         | 1 februari 1998  | Stuttgart  |
| 1500 m  | 3.37,49 (ex-NR) | 20 februari 2004 | Birmingham |
| 2000 m  | 5.01,37         | 21 februari 2003 | Birmingham |
| 3000 m  | 7.44,34 (ex-NR) | 16 maart 2003    | Birmingham |

## Palmares

### 800 m
- 1995:  Europees Jeugd Olympisch Festival - 1.49,37
- 2001:  NK - 1.49,16
- 2003:  NK indoor - 1.49,70
- 2003:  NK - 1.49,13

### 1500 m
- 1995:  EJK - 3.47,17
- 1996:  NK - 3.48,19
- 1996: 4e WJK - 3.40,47
- 1997:  NK - 3.51,45
- 1997:  EJK - 3.46,91
- 1998:  NK indoor - 3.53,52
- 1998:  NK - 3.47,36
- 1998:  Europcup B in Malmö - 3.48,14
- 1999:  NK - 3.47,67
- 1999: series WK - 3.41,53
- 2001:  NK - 3.53,52
- 2001: 9e WK - 3.36,99
- 2003:  Europcup B in Velenje - 3.56,18
- 2003: 7e WK - 3.33,99
- 2004:  NK - 3.47,66
- 2004: 8e OS - 3.37,17
- 2004: 10e Wereldatletiekfinale - 3.46,50

### 3000 m
- 1996:  NK indoor - 8.07,19
- 1997:  NK indoor - 8.00,40
- 2003: 6e WK indoor - 7.44,34 (NR)
- 2004:  NK indoor - 8.18,86
- 2004:  Europese Indoorcup - 7.49,70
- 2004: 6e WK indoor - 8.02,86
- 2004:  Europacup A - 8.04,41

### 5000 m
- 2006:  NK - 13.51,54
- 2006:  Europacup B in Thessaloniki - 15.32,71
- 2006: 8e EK - 13.58,70

### 10 km
- 2005: 10e Parelloop - 29.59
- 2010: 8e Hemmeromloop - 32.16

### 15 km
- 2014: 14e Montferland Run - 47.28

### overige afstanden
- 2004: 4e 4 Mijl van Groningen - 18.35
- 2006: 5e 4 Mijl van Groningen - 18.18
- 2010: 14e Zandvoort Circuit Run (12 km) - 38.53
- 2013: 15e Zandvoort Circuit Run - 40.10
- 2016: 14e 20 van Alphen - 1:08.46
- 2016:  Posbankloop (10 EM) - 54.04
- 2017: 14e Zandvoort Circuit Run - 40.16

### veldlopen
- 1996:  EK voor junioren - 22.01
- 1997:  EK voor junioren - 15.45
- 1999:  EK U23 - 3.44,60
- 2000:  NK, Heythuysen (korte afstand: 4100 m) - 12.21
- 2000: 41e WK veldlopen (korte afstand) - 11.59
- 2001:  NK, Kerkrade (korte afstand: 4768 m) - 15.20
- 2001: 43e EK veldlopen (lange afstand) - 29.09
- 2003:  NK, Harderwijk (korte afstand: 4000 m) - 11.35
- 2003:  Mastboscross - 34.27
- 2004:  NK, Holten (korte afstand: 5000 m) - 14.58
- 2006:  Warandeloop - 30.14
- 2008:  NK, Rijen (korte afstand: 3300 m) - 10.29

## Onderscheidingen
- KNAU jeugdatleet van het jaar (Albert Spree-Beker) - 1997